# WASP-11/HAT-P-10
WASP-11/HAT-P-10は、ペルセウス座の方向にある12等星で、太陽系から400光年離れた位置にある。2つの恒星から成る連星で、主星のWASP-11A/HAT-P-10Aは太陽と比べてやや小さく暗い恒星で、表面温度4,890K、質量・半径が太陽の8割、明るさが3割から4割程度と推定されている。一方で、伴星WASP-11B/HAT-P-10Bは、太陽の0.34倍で、表面温度は3,483Kと低温である。
| 太陽 | WASP-11/HAT-P-10 |
| ---- | ---------------- |
| 太陽 | Exoplanet        |

## 惑星
2008年にWASP-11/HAT-P-10の主星の周囲を公転する太陽系外惑星WASP-11b/HAT-P-10bが報告された。これは2つの独立したチームによって食検出法で発見されたもので、WASPとHATの名称が併記されるのはこのためである（発見と命名の経緯はWASP-11b/HAT-P-10bを参照）。惑星は木星の半分程度の質量を持つホットジュピターで、発見時は、食が検出された系外惑星としてはグリーゼ436bとHD 17156 bに次いで3番目に日射量が少ないのが特徴だった。
| 名称 （恒星に近い順） | 質量           | 軌道長半径 （天文単位） | 公転周期 (日)       | 軌道離心率 | 軌道傾斜角 | 半径                  |
| --------------------- | -------------- | ----------------------- | ------------------- | ---------- | ---------- | --------------------- |
| b                     | 0.460±0.028 MJ | 0.0439+0.0006 −0.0009   | 3.7224690±0.0000067 | 0          | 88.5±0.6°  | 1.045+0.050 −0.033 RJ |